# Amerikansk ål
Amerikansk ål (Anguilla rostrata) är en fiskart som först beskrevs av Lesueur, 1817.  Amerikansk ål ingår i släktet Anguilla och familjen egentliga ålar. Inga underarter finns listade i Catalogue of Life.
Liksom andra ålar har arten en cylindrisk langsträckt kropp, små bröstfenor, en lång ryggfena samt en lång analfena och ingen stjärtfena. Munnen sträcker sig förbi ögonen. Kroppsfärgen varierar mellan grön, silverfärgad och gul. Arten har små fjäll med varierande form. Hannar blir upp till 40 cm långa och honor når en längd av 100 cm.
Arten förekommer i västra Atlanten nära kusterna och i angränsande vattendrag från södra Grönland till Venezuela och regionen Guyana. Några populationer är fast i insjöar. Antagligen sker äggläggningen i havet eller i havsvikar. Före parningen utför arten längre vandringar. Lavernas metamorfos till en liten form av amerikansk ål varar antigligen ett år. Exemplaren blir könsmogna efter 3 till 30 år.
Äggen befruktning sker utanför honans kropp och sedan dör de vuxna exemplaren. De nykläckta larverna liknar genomskinliga långsträckta blad i utseende. Vid en längd av 55 till 65 mm får ungarna pigment. När exemplaren är 30 cm långa har de en gulaktig färg. Kroppsfärgen byter sedan till silver och sedan äter individerna ingenting.
Larverna har plankton som föda och äldre ungar samt unga vuxna har sma fiskar, kräftdjur, blötdjur och insekter som föda. Larverna faller själv offer för andra fiskar och större exemplar äts av sjöfaglar och hajar.
Amerikansk ål och den påverkas av vattenföroreningar. IUCN listar arten som starkt hotad (EN).

## Bildgalleri

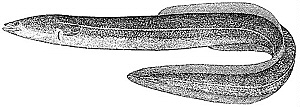
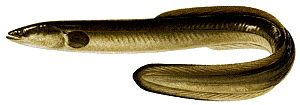
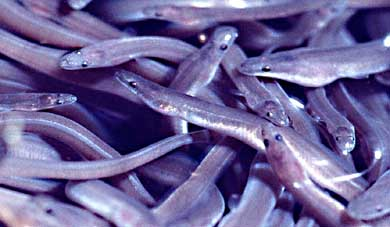
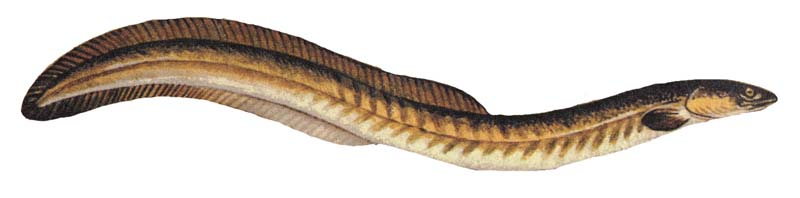
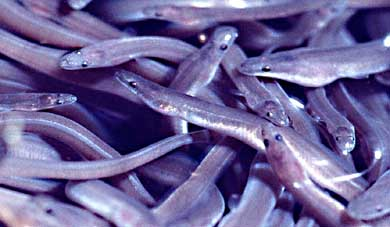
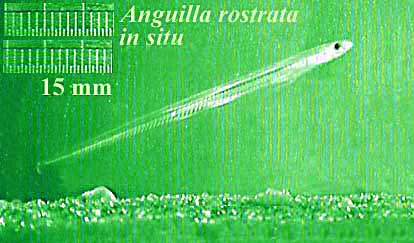